# Ménfő

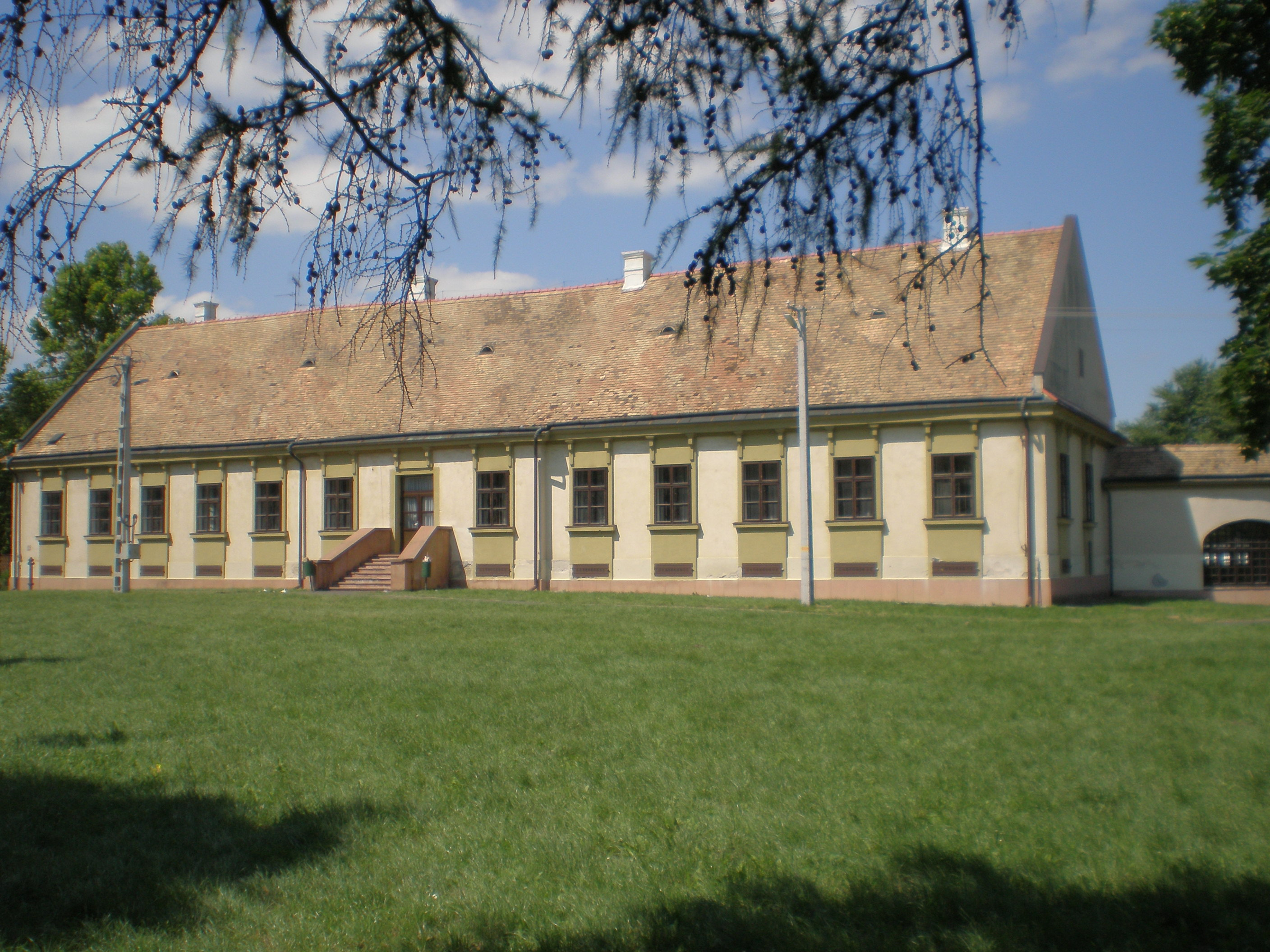
Bezerédj-Esterházy herrgård, nu kulturhus.

Ménfő är en historisk stad i norra Ungern i länet (megye) Győr-Moson-Sopron. Staden har 884 invånare, en järnvägsstation och ett postkontor.

## Historia
- Den 5 juli 1044 slog Henrik III:s arméer pretendenten Samuel Aba vid Ménfő.
- 1704 blev staden förstörd av de österrikiska arméerna i Rákóczis frihetskamp.